# Irene Burillo Escorihuela
Irene Burillo Escorihuela (Zaragoza, 23 de julio de 1997) es una tenista profesional española.
Tiene como mejor ranking WTA en su carrera el 207 en individuales, logrado el 17 de enero de 2022, y el 272 en dobles, establecido en agosto de 2023. Hasta la fecha, ha ganado cuatro títulos individuales y seis títulos de dobles en el Circuito Femenino de la ITF .
En enero de 2021, Irene ganó el W60 de Roma, al derrotar a Grace Min en su quinto partido de tres sets de la semana para ganar su primer título desde 2017, y el primero por encima del nivel de $15k, siendo el más importante de su carrera hasta la fecha.
El 23 de mayo de 2024, se clasifica para su primer cuadro final en Grand Slam al vencer a la tenista suiza Jil Teichmann en Roland Garros.

## Títulos ITF
| Leyenda             |
| ------------------- |
| torneos de $100,000 |
| torneos de $80,000  |
| torneos de $60,000  |
| torneos de $25,000  |
| torneos de $15,000  |
| torneos de $10,000  |

### Individuales: 4 títulos
| Núm. | Fecha             | Torneo                              | Nivel  | Superficie | Adversario       | Puntaje           |
| ---- | ----------------- | ----------------------------------- | ------ | ---------- | ---------------- | ----------------- |
| 1.   | noviembre de 2015 | ITF Castellón, España               | 10,000 | Arcilla    | Isabelle Wallace | 6–2, 6–2          |
| 2.   | noviembre de 2017 | ITF Vinaròs, España                 | 15,000 | Arcilla    | Miriam Bulgaru   | 6–2, 7–5          |
| 3.   | enero 2021        | Abierto de Roma ITF, Estados Unidos | 60.000 | Dura       | Grace Min        | 1–6, 7–6 (4), 6–1 |
| 4.   | septiembre 2021   | ITF Lisboa, Portugal                | 25,000 | Arcilla    | İpek Öz          | 6–4, 6–0          |

### Dobles: 7 títulos
| Núm. | Fecha    | Torneo                            | Tier     | Superficie    | Pareja                 | Rivales                           | Score            |
| ---- | -------- | --------------------------------- | -------- | ------------- | ---------------------- | --------------------------------- | ---------------- |
| 1.   | May 2016 | ITF La Bisbal d'Empordà, Spain    | 10,000   | Tierra batida | Ksenija Sharifova      | Anđela Novčić Natasha Piludu      | 7–5, 6–4         |
| 2.   | Mar 2017 | ITF Palma Nova, Spain             | 15,000   | Tierra batida | Ksenija Sharifova      | Inês Murta Isabelle Wallace       | 7–5, 6–3         |
| 3.   | Apr 2017 | ITF Hammamet, Tunisia             | 15,000   | Tierra batida | Yvonne Cavallé Reimers | Charlotte Römer Isabelle Wallace  | 6–4, 6–3         |
| 4.   | Feb 2018 | ITF Manacor, Spain                | 15,000   | Tierra batida | Olga Parres Azcoitia   | Seone Mendez Alexandra Perper     | 6–4, 2–6, [10–7] |
| 5.   | Jun 2018 | ITF Hammamet, Tunisia             | 15,000   | Tierra batida | Andrea Lázaro García   | Fernanda Brito Melissa Morales    | 6–4, 6–4         |
| 6.   | Sep 2019 | ITF Marbella, Spain               | 25,000   | Tierra batida | Andrea Lázaro García   | Arantxa Rus Gabriella Taylor      | 5–7, 6–4, [10–4] |
| 7.   | Oct 2022 | ITF Cherbourg-en-Cotentin, France | 25,000+H | Dura (i)      | Andrea Lázaro García   | Ankita Raina Rosalie van der Hoek | 6–3, 6–4         |

1. ↑  Renton, Jamie (1 de febrero de 2021). «Tan claims biggest title yet - and a place in the Top 200». www.itftennis.com. Consultado el 26 de abril de 2021.
2. ↑  Rived Sánchez, Silvia (23 de mayo de 2024). «Irene Burillo se clasifica para su primer Grand Slam y estará en el cuadro final del Roland Garros». Aragondigital.es. Consultado el 23 de mayo de 2024.